# Diatrypella betulina
Diatrypella betulina är en svampart som först beskrevs av Peck, och fick sitt nu gällande namn av Pier Andrea Saccardo 1882. Diatrypella betulina ingår i släktet Diatrypella och familjen Diatrypaceae.   Inga underarter finns listade i Catalogue of Life.